# Бойко Вадим Григорович
Вади́м Григо́рович Бо́йко  (3 липня 1951, Донецьк — 11 червня 2005, Київ) — український поет, драматург, прозаїк, перекладач, член Спілки письменників СРСР з 1979 року і Спілки театральних діячів, переможець двох Всесоюзних (1975, 1979) і двох Республіканських (1981) конкурсів драматургів, лауреат премії імені І. Котляревського (1994).

## Життєпис
Народився 3 липня 1951 року в Донецьку. Син відомого дитячого письменника Грицька Бойко. Школярем друкував вірші у періодиці (в газетах «Зірка», «Сільські Вісті», «Молодь України», у журналах «Піонерія», «Дніпро», альманахах «Творчість юних», «Поезія»). Тричі твори юного поета були премійовані на конкурсах, які проводили ЦК ЛКСМУ, Міністерство освіти та Спілка письменників.
Коли вчився на третьому курсі факультету журналістики Київського університету імені Т. Г. Шевченка, вийшла друком збірка «Трилисник» (К.: Рад. письменник, 1971). Одним із трьох його авторів був Вадим Бойко. Потім юнак зосередився на драматургії.
У студентські роки була створена героїчна віршована драма на дві дії «Ніна Сагайдак», відзначена 1975 року на Всесоюзному конкурсі ЦК ВЛКСМ, Міністерства культури СРСР та Спілки письменників СРСР.
1978 року у видавництві «Молодь» вийшла однойменна книжка.
Вадим Бойко плідно працював у драматургії для дорослих і для дітей. Він автор більш як тридцяти різножанрових п'єс (віршованих і прозових драм та комедій, казок, лібрето оперет), які друкувалися в періодиці, виходили окремими книжками, йшли на сценах українських театрів та за рубежем.
Був відомий також як автор та ведучий художньо-публіцистичної програми Українського телебачення «Ситуація». У телеп'єсах торкався пекучих проблем сьогодення, після показу спектаклів проводив передачі-бесіди із зацікавленими глядачами та фахівцями з відповідної галузі (юристами, економістами та ін.).
Для театральної сцени драматург працював головним чином як комедіограф, а для екранного втілення писав здебільшого драми з елементами психологічного детективу. Ці твори склали збірку «Рано чи пізно» (К.: Рад. письменник, 1991. — 295 с.).
Пізніше за сценаріями В. Бойка на телебаченні йшов серіал «Дачні пристрасті». За одноактною п'єсою «Ви замовляли Діда Мороза?» було знято відеотелефільм (1984) з Анатолієм Хостікоєвим та Оленою Аміновою у головних ролях.
1989 року вийшла наступна збірка комедій для дітей «Старе сідло» (К.: Веселка).
1993 року з'явилася ще одна драматургічна книжка, адресована дітям: «Даринка, Гриць та нечиста сила» (К.: Веселка).
У доробку Вадима Бойка для дітей є ще чимало комедійних сценок, інтермедій, одноактівок («Перемет», «І так буває», «В гостях у Костика», «Сюрприз», «Без няньок», «Кому грати Червону Шапочку?»), що друкувалися переважно у репертуарних збірниках «Сурмач» (К.: Мистецтво). Ці мініатюри присвячені сучасним дітям, які дружать і сваряться, закохуються і страждають від того, що їх не розуміють, які завзято відстоюють свої права на власні погляди, смаки, вибір друзів, а також на поведінку, вчинки «не за шаблоном».
Спеціально для Полтавського театру ляльок В. Бойко написав новорічну п'єсу-казку «Карабура», поставлену напередодні 1998 року. Була створена для театру ляльок, але так і не побачила сцени казка «Про хлопчика Клаповушка і дуже доброго чарівника». Проте ця п'єса підштовхнула автора до написання «майже правдивої повісті» для школярів «Клаповушко і К». Книжка вийшла у видавництві «Веселка» 2006 року. 
Був автором низки статей до Енциклопедії сучасної України, зокрема,  М. Азадовський,   М. Деркач,  В. Кузьменко  та ін.

Романтично-комедійна п'єса у віршах «Козаки і Лейба-шинкар» — чи не найулюбленіший твір В. Бойка, написаний на початку 90-х років, схвалений Міністерством культури України та управлінням театрального мистецтва у 1992 році і надрукований аж через 14 років у другому випуску альманаху «Сучасна українська драматургія» (К.: Укр. письменник, 2006).

Могила Вадима Бойка

 Із власних пісень до теле- та кінофільмів найпопулярніші тексти — до фільму-казки «Іванко та цар Поганин».
В останні роки В. Г. Бойко перекладав в основному для видавництв, писав гумористичні бувальщини, готував нові телепроєкти і надиктовував дочці спогади про зустрічі, спілкування з відомими драматургами і поетами, про свого батька і діда Пилипа, який теж мав хист до віршування і навіть видав поетичну збірку «Чайка» (М.: СіМ, 1925).
Помер 11 червня 2005 року. Похований на Міському кладовищі «Берківці» поруч з батьком.